# F 8 (sous-marin)
Pour les articles homonymes, voir F8.
Le F 8 est un sous-marin italien de la classe F, lancé pendant la Première Guerre mondiale et en service dans la Regia Marina.

## Caractéristiques
La classe F déplaçait 260 tonnes en surface et 320 tonnes en immersion. Les sous-marins mesuraient 46,63 mètres de long, avaient une largeur de 4,22 mètres et un tirant d'eau de 2,62 mètres. Ils avaient une profondeur de plongée opérationnelle de 40 mètres. Leur équipage comptait 2 officiers et 24 sous-officiers et marins.
Pour la navigation de surface, les sous-marins étaient propulsés par deux moteurs diesel FIAT de 325 chevaux-vapeur (cv) (239 kW) chacun entraînant deux arbres d'hélices. En immersion, chaque hélice était entraînée par un moteur électrique Savigliano de 250 chevaux-vapeur (184 kW). Ils pouvaient atteindre 12,3 nœuds (22,8 km/h) en surface et 8 nœuds (14,8 km/h) sous l'eau. En surface, la classe F avait une autonomie de 1 200 milles nautiques (2 222 km) à 9,3 noeuds (17,22 km/h); en immersion, elle avait une autonomie de 139 milles nautiques (257 km) à 1,5 noeuds (2,77 km/h).
Les sous-marins étaient armés de 2 tubes lance-torpilles à l'avant (proue) de 45 centimètres, pour lesquels ils transportaient un total de 4 torpilles. Sur le pont arrière se trouvait 1 canon antiaérien Armstrong de 76/30 mm pour l'attaque en surface. Ils étaient également équipés d'une mitrailleuse Colt de 6,5 mm.

## Construction et mise en service
Le F 8 est construit par le chantier naval FIAT-San Giorgio de La Spezia en Italie, et mis sur cale le 12 juin 1915. Il est lancé le 13 novembre 1916	 et est achevé et mis en service le 2 février 1917. Il est commissionné le même jour dans la Regia Marina.

## Historique
Le 14 février 1917, alors que le F 8 est sous le commandement du lieutenant de vaisseau (tenente di vascello) Vittorio Levi Schiff, engagé dans un exercice dans le golfe de La Spezia (l'unité est en service depuis moins de deux semaines), il coule, pour une erreur de manœuvre, par une trentaine de mètres de fond, à quelques miles au sud de l'île du Tino ; il n'y eut aucune victime,.
Grâce à l'emploi du ravitailleur de sous-marins brésilien Cearà (lui aussi, comme le F 8, vient d'entrer en service), il est possible de le récupérer en peu de temps,. Placé en cale sèche, le F 8 y reste jusqu'en décembre, en cours de réaménagement,.
Le 14 décembre 1917, il est affecté au IIe Escadron de sous-marins, basé à Venise,. Pendant le transfert à la base de Venise, il est pris par une défaillance d'une soupape d'échappement de gaz, qui provoque l'éclatement d'une bouteille et l'entrée d'eau de la coque; pour cette raison, il lui faut une autre période de travaux à quai,.
Revenant à l'efficacité en mars 1918, il est employé dans des tâches offensives au large de Pula et de Trieste, étant basé à Porto Corsini,.
Trois mois plus tard, il est affecté à la Flottille sous-marine à Ancône,.
Durant toute la Première Guerre mondiale, il a effectué 10 missions de guerre, toutes sans résultat,.
Désarmé en novembre 1918, il est déclassé un an plus tard, radié le 1er septembre 1919, et mis au rebut.